# 比加拉什
比加拉什（法語：Bugarach，法語發音：[byɡaʁaʃ] ⓘ）是法国奥德省的一个市镇，属于利穆区。

## 历史
20世纪60年代和70年代，比加拉什峰成为嬉皮士运动的宠儿。20世纪后期，它受到新时代追随者的追捧，后者相信这“倒立山”具有神秘力量，并蔓延传言为该村将在2012年的世界末日中得以幸免。
邪教追随者相信外星人居住在山中，并将在即将到来的世界末日中将人类一起带领离开地球。2011年，游客人数翻了一番，超过了2万人，法国邪教监督机构MIVILUDES担心此地可能出现大规模自杀事件，于是将该村置于监督之下。市长为此召集军队进行防范。

## 地理
比加拉什（42°52'38"N, 2°21'4"E）面积26.62 平方千米，位于法国奧克西塔尼大區奥德省，该省份为法国南部沿海省份，北起塔恩省，西北接上加龙省，西接阿列日省，南至东比利牛斯省，东临地中海，东北与埃罗省接壤。
与比加拉什接壤的市镇（或旧市镇、城区）包括：拉格利河畔康普、雷恩堡、圣瑞斯特和勒贝聚、圣路易和帕拉乌、苏格赖涅、科迪耶斯-德弗努耶德。
比加拉什的时区为UTC+01:00、UTC+02:00（夏令时）。

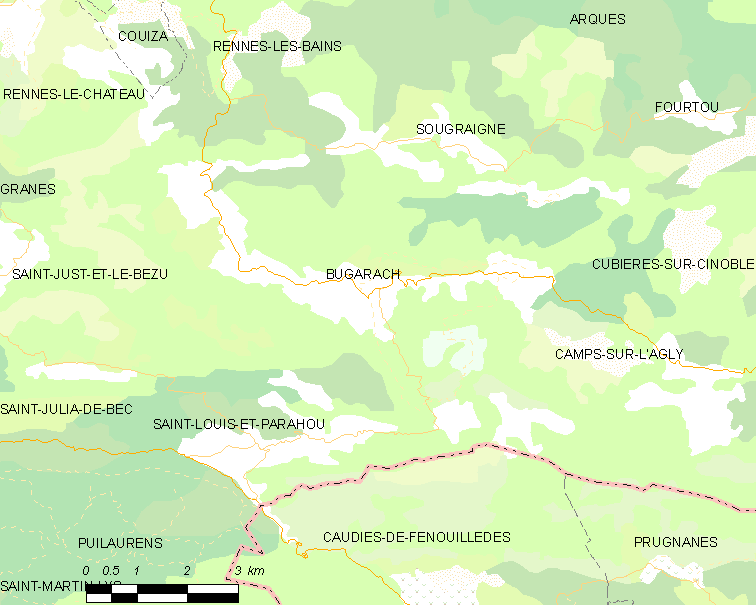
比加拉什的OSM定位图

## 行政
比加拉什的邮政编码为11190，INSEE市镇编码为11055。

## 政治
比加拉什所属的省级选区为上奥德河谷县。

## 人口

1962-2008年间比加拉什人口变化图示

比加拉什于2022年1月1日时的人口数量为242人。